# 龍多伊山
10°13′19″S 76°54′50″W / 10.22194°S 76.91389°W

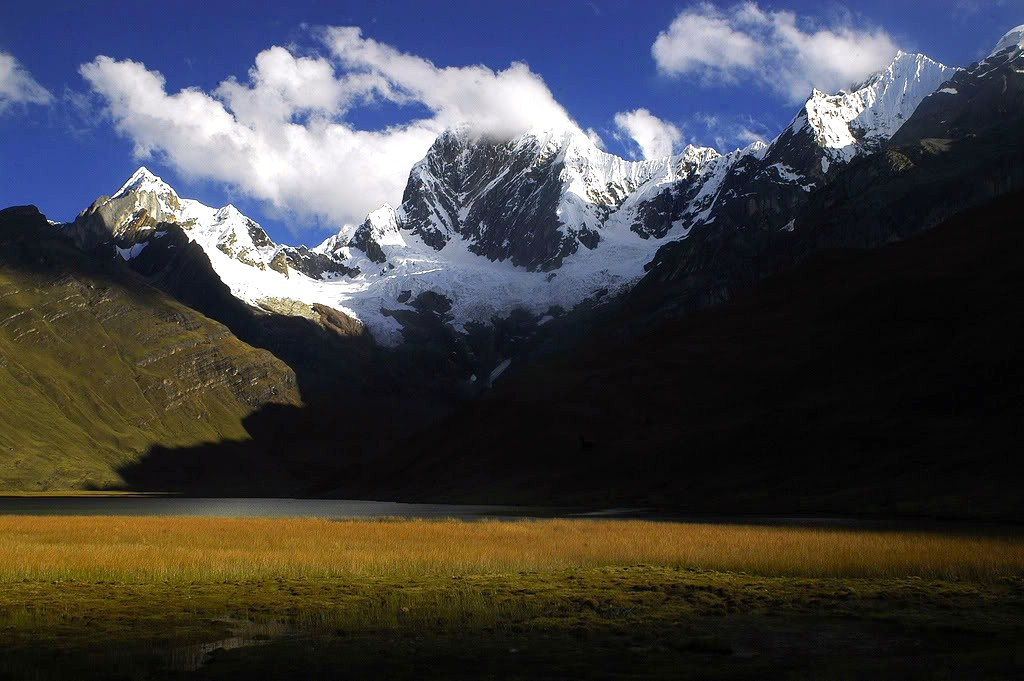

龍多伊山（Rondoy），是秘魯的山峰，位於該國北部安卡什大區，處於耶魯帕哈峰和希里尚卡山之間，屬於安第斯山脈中瓦伊瓦什山脈的一部分，海拔高度約5,970米。